# Длиннохвостые синицы
Длиннохво́стые сини́цы, или ополо́вники (лат. Aegithalidae), — семейство мелких певчих птиц из отряда воробьинообразных.

## Общая характеристика
Характерной чертой этих птиц является хвост средней и большой длины. Плетут на деревьях шарообразные гнёзда. Питаются в основном смешанным кормом, включая насекомых.

## Классификация
В семейство включают 3 рода с 13 видами:
- Род Aegithalos Hermann, 1804 — Длиннохвостые синицы, или ополовники
  - Aegithalos bonvaloti (Oustalet, 1892) — Чернобровая длиннохвостая синица[3]
  - Aegithalos caudatus (Linnaeus, 1758) — Длиннохвостая синица, или ополовник
  - Aegithalos concinnus (Gould, 1855) — Рыжеголовая длиннохвостая синица
  - Aegithalos exilis (Temminck, 1836) — Псалтрия-карлик
  - Aegithalos fuliginosus (J. Verreaux, 1869) — Сероголовая длиннохвостая синица
  - Aegithalos glaucogularis (Gould, 1855)
  - Aegithalos iouschistos (Blyth, 1845) — Ржавощёкая длиннохвостая синица
  - Aegithalos leucogenys (F. Moore, 1854) — Черногорлая длиннохвостая синица
  - Aegithalos niveogularis (Gould, 1855) — Белогорлый ополовник[4]
  - Aegithalos sharpei (Rippon, 1904)
- Род Leptopoecile Severtsov, 1873 — Расписные синички; ранее относились к Sylviidae
  - Leptopoecile elegans Przewalski, 1887 — Хохлатая расписная синичка
  - Leptopoecile sophiae Severtsov, 1873 — Расписная синичка, или обыкновенная расписная синичка
- Род Psaltriparus Bonaparte, 1850 — Кустарниковые синицы
  - Psaltriparus minimus (J. K. Townsend, 1837) — Темношапочная кустарниковая синица